# Cece
Cece là một làng thuộc hạt Fejér, Hungary. Làng này có diện tích 58,85 km², dân số năm 2010 là 2579 người, mật độ 44 người/km².